# Kipahulu
Kipahulu est une communauté non-incorporée du sud-est de Maui à Hawaï.
Le parc national de Haleakalā est situé à proximité.
Charles Lindbergh y est mort et sa tombe s'y trouve.